# Harry Sieber
Harry Sieber (* 30. März 1941) ist ein ehemaliger deutscher Fußballspieler.

## Karriere
Sieber gehörte mit 18 Jahren dem Kader des FC Bayern München an, für den er 1959/60 erstmals in 13 Punktspielen zum Einsatz kam und sieben Tore erzielte. Sein Debüt für die Bayern gab er am 30. August 1959 (2. Spieltag) beim 2:0-Sieg im Auswärtsspiel gegen die TSG Ulm 1846; sein erstes Tor in der seinerzeit höchsten deutschen Spielklasse erzielte er am 24. Januar 1960 (19. Spieltag) beim 6:1-Sieg gegen den FC Bayern Hof im Stadion an der Grünwalder Straße mit dem Treffer zum 4:0 in der 52. Minute.
In der Saison 1960/61 bestritt er bereits 23 Punktspiele und erzielte acht Tore. Exakt acht Tore gelangen ihm auch in der Saison 1961/62 allerdings in 22 Punktspielen. In der Saison 1962/63 wurde er 14 Mal eingesetzt, wobei ihm sieben Tore gelangen. Auf internationaler Vereinsebene kam er in drei Spielen um den Messepokal, dem Vorläufer des UEFA-Pokal-Wettbewerbs, zum Einsatz. In der 1. Runde 1962/63 wirkte er beim 3:0-Sieg gegen eine Auswahl Basler Fußballspieler mit, wie auch in den beiden Spielen der 2. Runde gegen den irischen Vertreter und Meister von 1961 Drumcondra FC aus Dublin.
Von 1963/64 bis 1964/65 war er in der zweitklassigen Regionalliga Süd – aufgrund der Gründung der Bundesliga 1963 als höchste deutsche Spielklasse – für den TSV Schwaben Augsburg aktiv. In seiner ersten Saison bestritt er 17 Punktspiele und erzielte vier Tore; in seiner zweiten Saison waren es 17 Tore in 30 Punktspielen. Des Weiteren traf er auch einmal in seinem einzigen Spiel um den DFB-Pokal, als er mit seiner Mannschaft am 16. Januar 1965 in der 1. Runde in einem dramatischen Spiel dem FC Schalke 04 mit 5:7 n. V. unterlag. Nach 90 Minuten hatte es 3:3 gestanden, nachdem Willi Koslowski sein Führungstreffer zum 3:2 in der 37. Minute per Foulelfmeter in der 80. Minute noch egalisierte.